# 8-Bit Armies
8-Bit Armies is een real-time strategyspel ontwikkeld en uitgebracht door Petroglyph Games. Het spel is op 22 april 2016 uitgebracht op Steam en GOG.com. Het spel is een spirituele opvolger van de Command & Conquer spelserie, het bevat elementen van de originele Command & Conquer spellen ontwikkeld door Westwood Studios, waar ook dezelfde mensen werkten die aan 8-Bit Armies gewerkt hebben.

## Gameplay
De gameplay van 8-Bit Armies lijkt op de die van klassieke RTS games. Het spel is door de ontwikkelaars zo simpel mogelijk gehouden, qua gameplay maar ook grafisch is het spel simpel opgezet. Het spel heeft een singleplayercampagne, multiplayermodus en een co-op-modus. Het spel speelt ongeveer hetzelfde als vroegere Command & Conquer games. Zo begint de speler met een Headquarters, een gebouw dat dezelfde functie heeft als de Construction Yard uit Command & Conquer.